# ماريا أنزاي
ماريا أنزاي (باليابانية: 安西マリア؛ بالكانا: あんざい まりあ) هي مغنية وممثلة يابانية، ولدت في 16 ديسمبر 1953 في طوكيو في اليابان، وتوفيت في 15 مارس 2014.

## وصلات خارجية
- ماريا أنزاي على موقع IMDb (الإنجليزية)
- ماريا أنزاي على موقع ميوزك برينز (الإنجليزية)
- ماريا أنزاي على موقع ديسكوغز (الإنجليزية)
- ماريا أنزاي على موقع قاعدة بيانات الفيلم (الإنجليزية)